# 奥古斯都喷泉

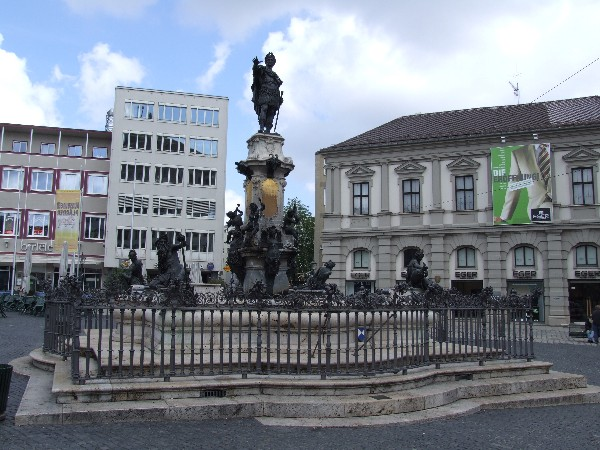
奥格斯堡市政厅广场的奥古斯都喷泉

奥古斯都喷泉（Augustusbrunnen）是德国城市奥格斯堡三大豪华喷泉之一，另两座是墨丘利喷泉（Merkurbrunnen）和海格立斯喷泉（Herkulesbrunnen）。它位于市政厅广场，奥格斯堡市政厅正门外。 

## 历史
奥格斯堡的奥古斯都喷泉由荷兰雕塑家休伯特·格哈德雕于1588年至1594年。这个喷泉使用了两种不同的材料：大理石和铜。

### 奥古斯都像

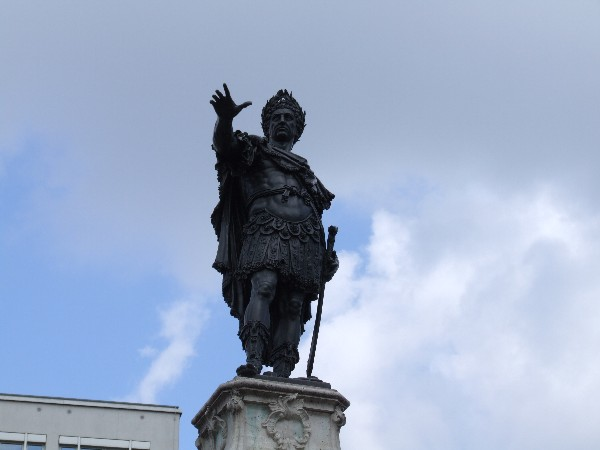
奥古斯都喷泉，皇帝奥古斯都

皇帝奥古斯都像高约2.5米，年约50岁，摆着手势，身穿军装，头戴桂冠，作为荣耀，尊贵，宁静与和平的标志。 